# 胰岛素笔

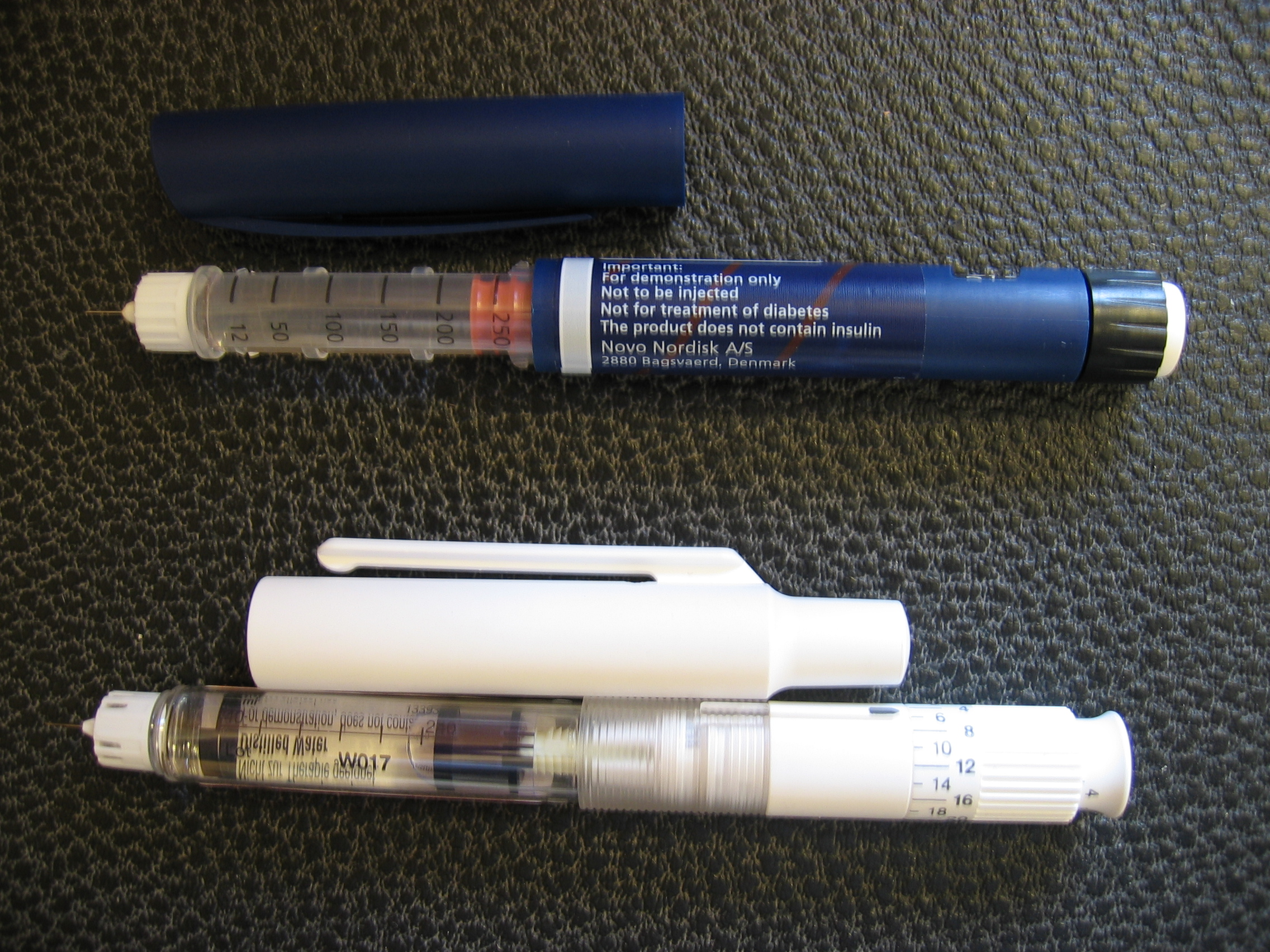
两种预充胰岛素笔。

胰岛素笔是一种胰岛素注射用具，用于糖尿病患者治疗时胰岛素的注射。由整套销售或者分开购买的胰岛素笔芯及计量的拨号盘组成，与一次性针头配套应用。很多公司生产胰岛素笔，这些公司生产的胰岛素笔必须与各自的产品配套应用。
目前有两种胰岛素笔：更换笔芯后可重复使用的胰岛素笔和预充一次性胰岛素笔芯的一次性胰岛素笔。很多胰岛素现在都可以用胰岛素笔注射，如诺和诺德公司的诺和灵系列、诺和锐、诺和平等。
与传统注射相比，胰岛素笔更便于携带。胰岛素笔可重复使用，剂量更精确。令视力障碍或精细运动障碍患者较容易使用。由于针头光滑纤细且注射时间短，还可降低疼痛感。但与传统注射不同，不能在同一支胰岛素笔里混合两种胰岛素。另一方面，一些最新的胰岛素根本不能混合。而且，使用胰岛素笔和针头比传统注射相比更昂贵。
在西欧、北欧和亚洲有90%到95%的胰岛素治疗患者正在应用胰岛素笔，并且取得了良好的效果。目前胰岛素笔在中国和美国应用较少，但由于其携带方便等诸多优势，使用率正在增加。
合适注射点的选择非常重要。医护人员可以帮助确定最佳注射位点，推荐为腹部、臀部或大腿区域。.